# Bói cá mào
Bói cá mào (danh pháp hai phần: Megaceryle lugubris) là loài chim thuộc chi Megaceryle, Họ Bồng chanh. Loài này phân bố ở Ấn Độ, Bangladesh, Đông Nam Á, Nhật Bản, Nam Trung Quốc, bắc Đông Dương. Thân dài 41 cm. Nơi sống đặc trưng của loài bói cá này là sông suối lớn và đầm hồ ở vùng núi và trung du nơi có nhiều cây cối rậm rạp. Trong mùa sinh sản thường gặp đi đôi và kiếm ăn làm tổ trong vùng có bán kinh 1 - 1, 5 km.
Chim trưởng thành trước và dưới mắt, trên đầu và mào lông ở gáy đen có hình bâu dục trắng. Họng và vòng cổ màu trắng kéo dài đến gốc mỏ. Phần còn lại phía lưng, cánh và đuôi xám đen nhạt có vằn trắng ở ngực có dải đen đôi khi lẫm màu hung. Dưới cánh và nách trắng ở chim đực và hung ở chim cái. Mắt nâu thẫm. Mỏ nâu lục nhạt, chóp mỏ đen nhạt. Chân xám lục nhạt hay vàng lục nhạt. 